# フィナンシャルワン
フィナンシャルワン(Financial One)とは、
1. 旧UFJグループの金融機関を中心とするポータルサイトのこと。三菱UFJニコスが運営していた。
2. 三和カードサービスが東洋カードサービス・大同生命カードサービスを吸収合併し、社名変更したもの(フィナンシャル ワン カード)
3. 1.のメンバーズカード(フィナンシャル ワン メンバーズクラブカード)の事。新規発行は終了している。
4. 台湾最大手リース会社、チャリース・ホールディング（中租控股／Chailease Finance）などの子会社を持つ台湾の持株会社。1～3との関係がない。

体系・便宜上、1～3についてここで書述する。

## 概要

ロゴマーク

2000年、三和銀行を中心に関係ある金融機関が、連携した金融サービスを提供するために発足した。
連携を深めるため、三和銀行子会社で当時「三和JCBカード（現:UFJ JCBカード）」を発行していたジェーシービーグループの三和カードサービスが、東洋信託銀行及び大同生命保険の子会社だったクレジットカード会社2社と合併。株式会社フィナンシャルワンカードに社名変更し、提携企業からのポイントやサービスの提供を受けることができるポータルサイト「フィナンシャル ワン」の開設と「#フィナンシャル ワン メンバーズカードJCB」を発行開始した。
2001年3月26日付けで東海銀行とミリオン・カード・サービスがフィナンシャルワンに加盟すると共に、フィナンシャル ワン カードがミリオンカードのフランチャイジーに加盟し、同社から「フィナンシャル ワン メンバーズ ミリオンカード{VISA/Master}」の発行を開始した。その後、2002年1月のUFJ銀行発足時にフィナンシャル　ワン　カードはミリオンカード・サービスと合併しUFJカードとなった。
2005年10月に三菱UFJフィナンシャル・グループが発足したが、三菱系の保険会社やシステム統合前の旧東京三菱店・三菱信託店はフィナンシャル ワンには加盟せず利用対象外となった。また、三菱東京UFJ銀行においては、東京三菱銀行の流れで直接発行するクレジットカード（三菱東京UFJ-VISA）が、旧UFJ店口座においても申込できるようになったため、顧客層が競合。メンバーズクレジットカードの「プラスオン・ポイントサービス」などにおいてカードサービスの縮小が進んだ。
一方、日本興亜損保は2009年にみずほ系の損保ジャパンと経営統合（NKSJホールディングスを設立）して独自路線に移行、大同生命が脱退するなど結束が薄くなり、フィナンシャルワンの活動は下火の状態となった。
2010年10月、メンバーズカードとメンバーズクレジットカードの新規募集を停止し、メンバーズカードの全サービスを順次終了することになり、2012年2月29日をもってポータルサイトとしてのフィナンシャル ワンのホームページを閉鎖した。

## フィナンシャル ワン メンバーズカード
フィナンシャル ワン メンバーズカードは、会員証単体型のほか、当初のフィナンシャル ワン カードが発行元となる提携カード（一般・学生{アイム}・ゴールドの3グレード）や加盟金融機関のキャッシュカードと一体型になったものがある。従来は一体型カードが同メンバーズカードの特色であったが、最終的には2社（三菱UFJモルガン・スタンレー証券、太陽生命保険）のみとなった。2010年10月29日に、同メンバーズカードは新規申込みの受付を終了し、2012年2月29日までに順次フィナンシャル ワン メンバーズカードの各種サービスを終了することとなった。
クレジット機能付きメンバーズカードはショッピング利用額に応じて「フィナンシャル ワン メンバーズポイント」という独自ポイントサービスが加算され、銀行や証券での取引で付与される「金融ポイント」や、特定加盟店でのショッピングに応じて付与される「パートナーポイント」（総して「プラスオン・ポイント」）と共用することができた。
クレジット機能付きメンバーズカードは翌2012年3月1日以降メンバーズポイントが廃止されプロパーのUFJ VISA/MasterカードおよびUFJ JCBカードに準拠したものへ移行され、更にUFJ VISA/MasterCardブランドについては2012年7月16日より「MUFGカード 一般」もしくは「MUFGカード ゴールドプレステージ」へサービスが移行された。

## 主なサービス・特典
- 旧UFJ銀行・三菱東京UFJ銀行窓口でのトラベラーズチェック（米ドル）の発行手数料無料。
- 加盟金融機関での預金・給与振込・ローン・投資信託などの取引に応じたフィナンシャル ワン メンバーズポイントの「金融ポイント」を発行。

## 加盟金融機関
いずれも発足当初からの加盟。三菱系の保険会社（東京海上日動火災保険、明治安田生命保険など）は参加していない。
- 三菱東京UFJ銀行（当初は旧UFJ店舗のみの提携）→2008年5月12日より、本店および全支店・営業部・出張所で対応。
- 三菱UFJ信託銀行（当初は旧UFJ信託店舗のみの提携）→2008年5月7日より、本店および全支店・出張所で対応。
- 三菱UFJモルガン・スタンレー証券
- 太陽生命保険
- 日本興亜損害保険

### 発足当初の加盟金融機関
- 三和銀行（→UFJ銀行→三菱東京UFJ銀行）
  - 東海銀行（2001年3月26日から）
- 東洋信託銀行（→UFJ信託銀行→三菱UFJ信託銀行）
- ユニバーサル証券（→つばさ証券→UFJつばさ証券→(新・旧)三菱UFJ証券→三菱UFJモルガン・スタンレー証券）
- 太陽生命保険
- 大同生命保険
- 興亜火災海上保険（→日本興亜損害保険）
- 日本火災海上保険（→日本興亜損害保険）